# Franz Bläsner
Franz Bläsner (Schillelswacte of Schillelwethen, 31 juli 1899 - Tilsit, 1 juli 1934) was een SA-Truppführer (sergeant) en slachtoffer van de Nacht van de Lange Messen. 

## Leven
Op 31 juli 1899 werd  Franz Bläsner in Schillelswacte of Schillelwethen geboren. Hij na zijn schoolgang leerde het vak van dakdekker. Op 1 juli 1931 werd Bläsner lid van de Nationaalsocialistische Duitse Arbeiderspartij (NSDAP). 
Op 30 juni 1934 of 1 juli 1934 werd de SA-Truppführer (sergeant) Bläsner als getuige van de Nacht van de Lange Messen door de SS gearresteerd. Op 1 juli werd hij tijdens een transport van Tilsit naar Koningsbergen door de SS-Obersturmführer Heinz Fanslau op bevel van zijn meerdere Erich von dem Bach-Zelewski twee keer in het hoofd geschoten.
Op 9 juli 1963 werd Fanslau op grond van medeplichtigheid aan moord tijdens het neerschieten van SA-lid Bläsner tijdens de Nacht van de Lange Messen in 1934, door de juryrechtbank in München tot drie jaar gevangenisstraf veroordeeld.

## Lidmaatschapsnummer
- NSDAP-nr.: 583 182 (lid geworden 1 juli 1931)